# Джакарта
Джака́рта (колишня назва Батавія, офіційна назва Спеціальний столичний регіон Джакарта, індонез. Daerah Khusus Ibukota Jakarta) — найбільше місто і столиця Індонезії, одне з найбільших міст світу.
Місто розташоване на північно-західному узбережжі острова Ява при впадінні річки Чилівунг у Яванське море. Адміністративно входить у Регіон Ява.

## Географія

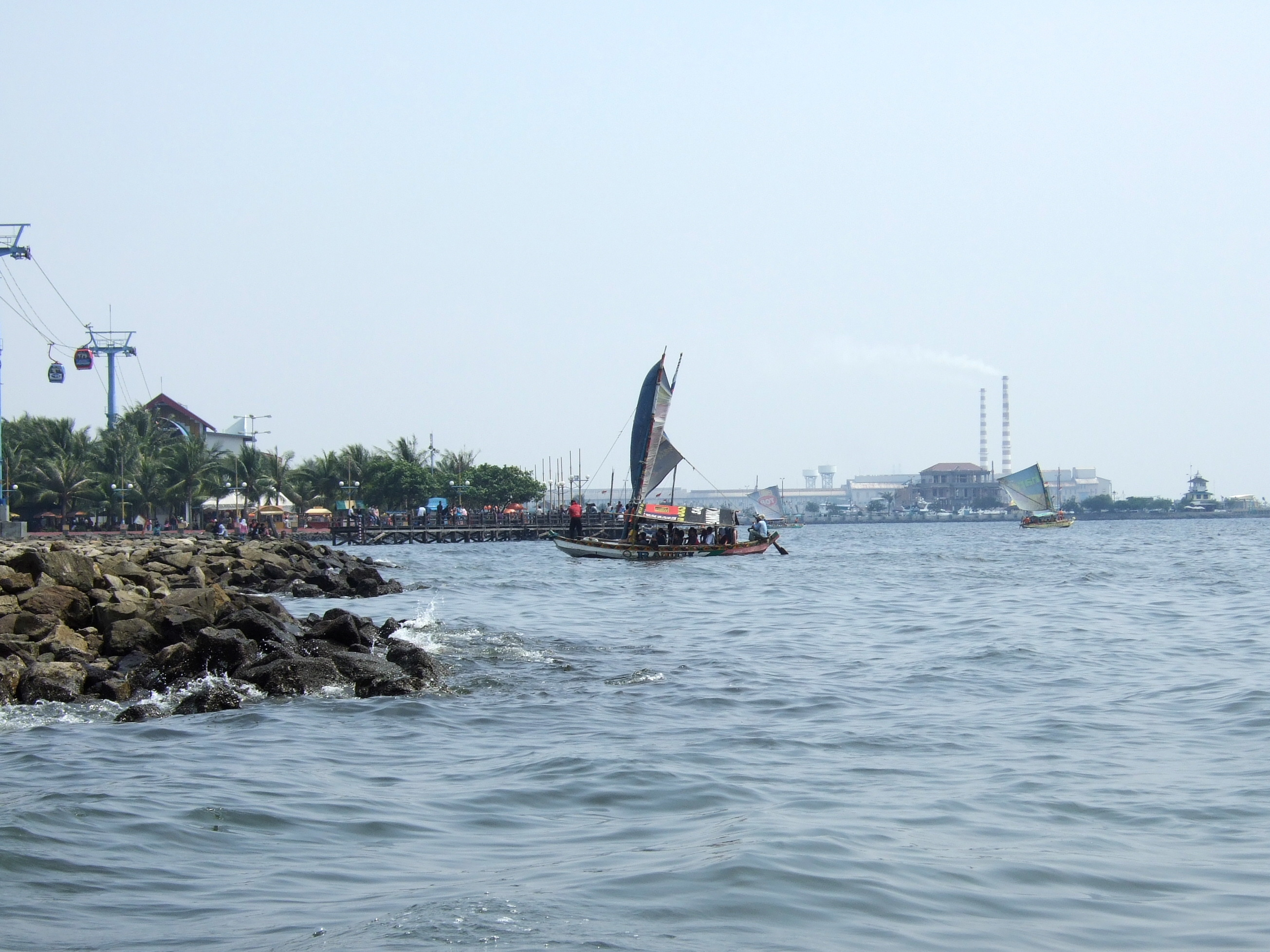
Парусна шлюпка в затоці Джакарти.

Джакарта розташована на північно-західному узбережжі Яви, у гирлі річки Чилівунг у бухті Джакарта, яка є затокою Яванського моря. Офіційно, територія Спеціального Округу Джакарти займає 662 км² на поверхні суші та 6 977 км² акваторії моря. Джакарта лежить на плоскій низині, середня висота якої становить 8 метрів над рівнем моря. 40 % території Джакарти, особливо північні райони, знаходиться нижче рівня моря, у той час як південні частини порівняно горбисті. Через Джакарту протікають близько 13 рік, більшість з них течуть з височини Пунчак через горбисті південні частини міста і впадають на півночі до Яванського моря. Найзначиміша річка — Чилівунг, котра ділить місто на західний і східний райони. Інші важливими річками є Песанґґаган (Pesanggrahan) та Сунтер (Sunter).
Ці річки в поєднанні з низьким рельєфом Джакарти, спричинюють підйомом рівня річок у сезон дощів аж до повеней, та високими припливами на морі. Іншими факторами є засмічення каналізаційних труб і водних шляхів, які обслуговують зростаюче населення, вирубка лісу разом зі швидкими темпами урбанізації місцевостей Богор та Депок у тилу Джакарти. Крім того, Джакарта є міською місцевістю зі складними соціально-економічними проблемами, які побічно сприяють посиленню повеней. Великі повені відбулися в 1996 році, коли були затоплені 5 000 гектарів землі і у 2007 роках. Збитки від пошкодження інфраструктури становили, принаймні, 5 200 млрд рупій (572 млн. доларів США) і щонайменше 85 людей загинули і близько 350 тисяч людей були змушені покинути свої будинки. Близько 70 % від загальної площі Джакарти було затоплено водою, що, у деяких районах міста, сягала глибини до чотирьох метрів.
У травні 2011 року, Джакартське агентство з управління навколишнім середовищем (англ. Jakarta Environmental Management Agency) класифікувало всі забруднені річки в Джакарті; 71 % з них були сильно забруднені, 20 % були частково забруднені і 9 % були легко забруднені.
Східний протипаводковий канал у східній частині Джакарти був національним проектом, який розпочався у 2003 р. і на кінець 2009 року досяг Яванського моря і завершення якого планувалося на 2011 рік. Після завершення його довжина склала 23,5 кілометрів, і зв'язує він п'ять річок: Сіпінанг (Cipinang), Сунтер (Sunter), Буаран (Buaran), Джаті Крамат (Jati Kramat) та (Cakung). Він знизить силу повеней, а також одна з його ділянок довжиною 2 км має слугувати як місце для веслувального спорту.
Для послаблення повеней, у Джакарті збудують підземний канал від річки Чилівунг (Ciliwung) до річки Сіпінанг який далі виходитиме у Східний протипаводковий канал. Це знизить повені у районах Чаванґ (Cawang), Кампунґ Мелаю (Kampung Melayu), Букіт-Дурі (Bukit Duri) і Кебун Бару (Kebun Baru). Довжина його становитиме один кілометр і будівництво його планується завершити у 2016 році.
Крім повеней з річок, Джакарта також занурюється на приблизно від 5 до 10 сантиметрів на рік і до 20 сантиметрів у материковій північній Джакарті. Для вирішення цього питання, Нідерланди нададуть $ 4 млн на технічну документацію по створенню греблі навколо затоки Джакарти. Кільце дамби буде забезпечене системою відкачування і утримання води, буде регулювати і контролювати морську воду а також використовуватиметься як додаткові платні дороги. Проект буде побудований до 2025 року.
Місто межує із провінцією Західна Ява на сході, і з провінцією Бантен на заході. Територія архіпелагу «Тисячі островів», котрі адміністративно підпорядковуються Джакарті, знаходиться в однойменній затоці північніше від основної частини міста.

## Клімат
Клімат міста субекваторіальний, жаркий, з чітко вираженим сухим сезоном у червні-серпні і вологою рештою частиною року. Опадів випадає 400 мм у січні і 70 мм у червні-липні. Вологість 73 %. Середньорічна кількість опадів — 2 000 мм.
| Клімат Джакарти                            | Клімат Джакарти | Клімат Джакарти | Клімат Джакарти | Клімат Джакарти | Клімат Джакарти | Клімат Джакарти | Клімат Джакарти | Клімат Джакарти | Клімат Джакарти | Клімат Джакарти | Клімат Джакарти | Клімат Джакарти | Клімат Джакарти |
| Показник                                   | Січ.            | Лют.            | Бер.            | Квіт.           | Трав.           | Черв.           | Лип.            | Серп.           | Вер.            | Жовт.           | Лист.           | Груд.           | Рік             |
| Абсолютний максимум, °C                    | 34              | 33              | 33              | 34              | 34              | 34              | 33              | 34              | 36              | 37              | 36              | 34              | 34,3            |
| Середній максимум, °C                      | 29              | 29              | 30              | 31              | 31              | 31              | 31              | 31              | 31              | 31              | 30              | 29              | 30,3            |
| Середня температура, °C                    | 26              | 26              | 26,5            | 27,5            | 27,5            | 27              | 27              | 27              | 27              | 27              | 26,5            | 26              | 26,75           |
| Середній мінімум, °C                       | 23              | 23              | 23              | 24              | 24              | 23              | 23              | 23              | 23              | 23              | 23              | 23              | 23,2            |
| Абсолютний мінімум, °C                     | 21              | 21              | 21              | 21              | 21              | 19              | 19              | 19              | 19              | 21              | 20              | 19              | 20,1            |
| Середня кількість сонячних годин на місяць | 155             | 140             | 248             | 210             | 217             | 210             | 217             | 248             | 240             | 217             | 180             | 155             | 2437            |
| Норма опадів, мм                           | 300             | 300             | 211             | 147             | 114             | 97              | 64              | 43              | 66              | 112             | 142             | 203             | 1799            |
| Днів з дощем                               | 18              | 17              | 15              | 11              | 9               | 7               | 5               | 4               | 5               | 8               | 12              | 14              | 125             |
| ------------------------------------------ | --------------- | --------------- | --------------- | --------------- | --------------- | --------------- | --------------- | --------------- | --------------- | --------------- | --------------- | --------------- | --------------- |
| Джерело: weather2travel.com, BBC Weather   |                 |                 |                 |                 |                 |                 |                 |                 |                 |                 |                 |                 |                 |

## Історія

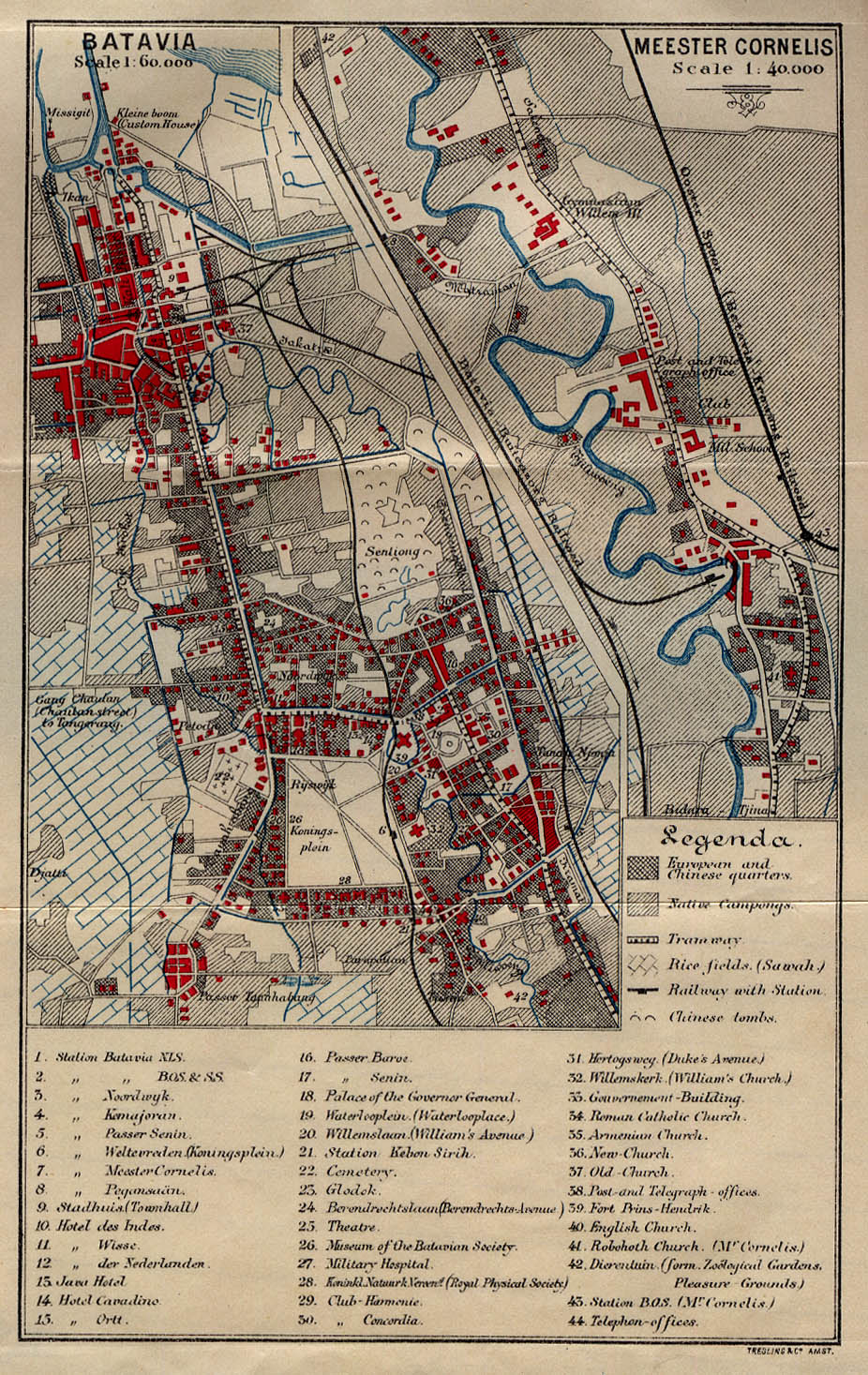
Батавія, 1897 рік

Офіційною датою заснування вважається 22 червня 1527 року (цей день вважається також Днем міста), коли війська султана Депмак отримали перемогу над португальським флотом і, захопивши поселення Сунда-Келапа, де португальці прагнули створити форт, назвали його Джаякертою (містом перемоги).

## Демографія
Населення міста дуже швидко зростає. Так з 1930 року воно збільшилося майже у 17 разів. На початку 1950-х років населення становило 823 тисячі, у 1961 році — 2,9 млн, у 1971 році — 4,6 млн, у 1980 — 6,5 млн. У 1980-х роках густота населення в середньому становила 8 тис. жителів на 1 км², у районі Сенен (Центральна Джакарта) — 50 тис. жителів на 1 км², Танах-Абанг (Центральна Джакарта) — 25-30 тис. жителів на 1 км², районах Гамбір (Центральна Джакарта) і Гроголь (Західна Джакарта) — 10-15 тис. жителів на 1 км².
Нині в міській агломерації Джакарти проживає 23 мільйони людей.
| Рік  | Населення (млн осіб) |
| ---- | -------------------- |
| 1930 | 0,533                |
| 1960 | 2,9                  |
| 1970 | 4,6                  |
| 1980 | 6,5                  |
| 2006 | 9                    |

Етнічний склад населення Джакарти, за даними переписів населення 2000 і 2010 років, був таким:
| Народи      | Чисельність (2000) | Доля в населенні (2000) | Чисельність (2010) | Доля в населенні (2010) |
| ----------- | ------------------ | ----------------------- | ------------------ | ----------------------- |
| Яванці      | 2 927 340          | 35,16 %                 | 3 453              | 36,17 %                 |
| Батавці     | 2 301 587          | 27,65 %                 | 2 700 722          | 28,29 %                 |
| Сунданці    | 1 271 531          | 15,27 %                 | 1 395 025          | 14,61 %                 |
| Китайці     | 460 002            | 5,53 %                  | 632 372            | 6,62 %                  |
| Батаки      | 300 562            | 3,61 %                  | 326 645            | 3,42 %                  |
| Мінангкабау | 264 639            | 3,18 %                  | 272 018            | 2,85 %                  |
| Інші        | 799 046            | 9,60 %                  | 767 306            | 8,04 %                  |
| Всього      | 8 324 707          | 100,00 %                | 9 547 541          | 100,00 %                |

## Адміністративний поділ

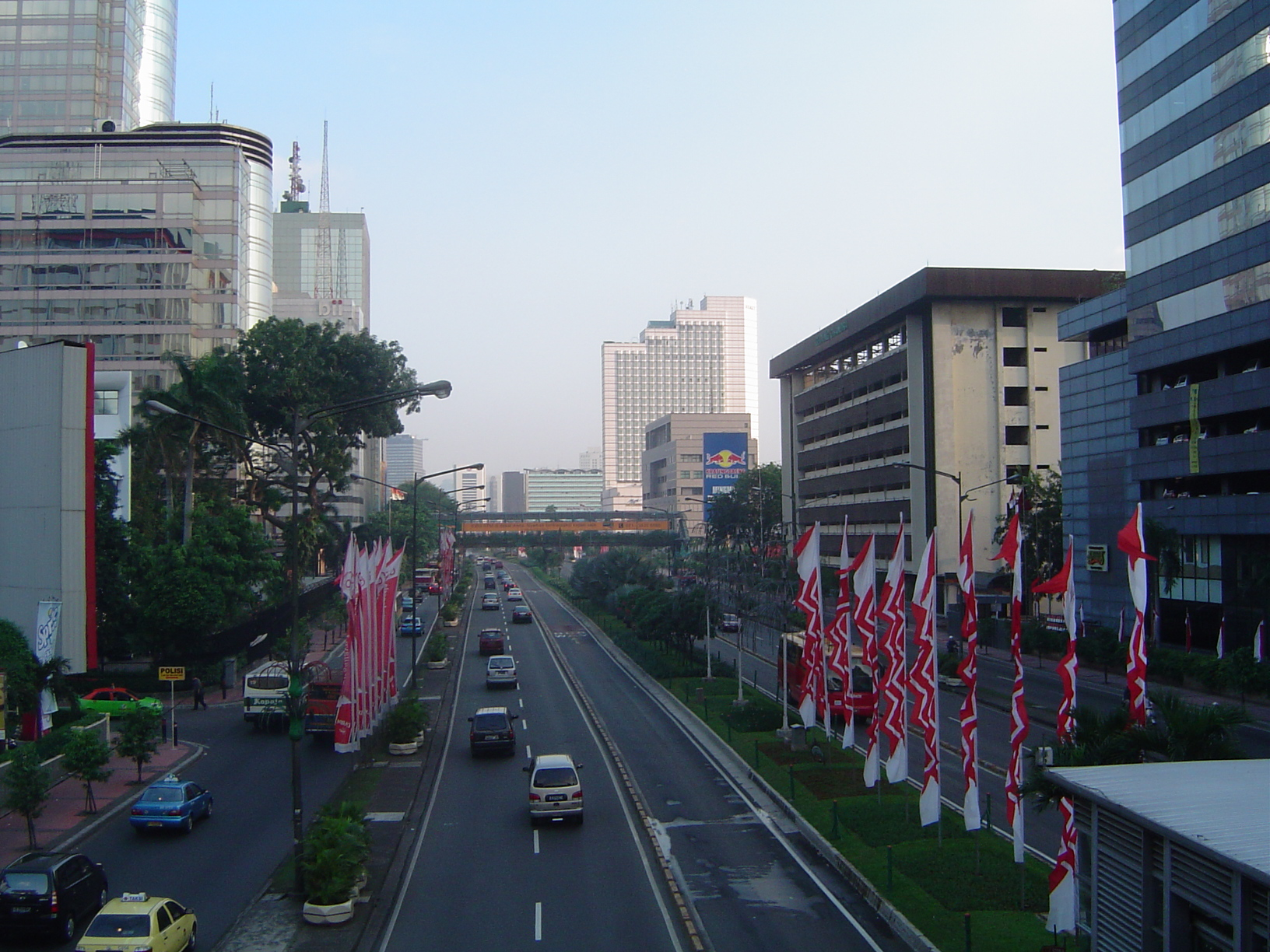
Центр міста

Мапа Джакарти

Офіційно Джакарта не є містом, це провінція із статусом столиці, тому управляється не мером, а губернатором. Як провінція, Джакарта ділиться на п'ять міських муніципалітетів (kota) (раніше муніципалітетів — kotamadya), кожен з яких очолює мер (walikota) і один округ (кабупатен), котрим керує бупаті (bupati).
У серпні 2007 року, у Джакарті провели перші в її історії вибори губернатора, тоді як раніше губернатори міста призначалися місцевою палатою представників. Вибори є частиною вседержавної кампанії з децентралізації, що дозволяє проводити прямі місцеві вибори у кількох регіонах.
Список міських муніципалітетів Джакарти:
- Центральна Джакарта (індонез. Jakarta Pusat) — це найменший муніципалітет Джакарти, де розташовуються більшість адміністративно-політичних установ Джакарти. Він характеризується великими парками і голландськими колоніальними будівлями. Цікаві місця включають Національний монумент (Монас), мечеть Істікляль, собор Джакарти та різні музеї[26].
- Східна Джакарта (індонез. Jakarta Timur) характеризується різними галузями промисловості, спорудженими в цьому районі. Також тут є райони боліт і рисових полів[27].
- Північна Джакарта (індонез. Jakarta Utara) є єдиним муніципалітетом у Джакарті, що межує з морем. Тут розташовується порт Танджунг-Пріок, зосереджені великий і середні підприємства. Північна Джакарта містить частину Старого міста Джакарти, який з 17-го століття був відомий як Батавія і був центром торговельної діяльності ГОК в Голландській Ост-Індії. Крім того, розташована у Північній Джакарті Анкол Дрімленд (Ancol Dreamland) (Тамань Impian Джая Ancol), у наш час[коли?] є найбільшою інтегрованою туристичною площею в Південно-Східній Азії[28].
- Південна Джакарта (індонез. Jakarta Selatan), що спочатку планувалася як місто-супутник, нині є місцем розташування великих висококласних торгових центрів і багатих житлових районів. Джакарта Селатан функціонує як буфер ґрунтових вод у Джакарті[29], але останнім часом зелені зони району перебувають під загрозою нових будівництв. Більша частина ділового району Джакарти зосереджена в Сетіа-Буді (Setia Budi) в Південній Джакарті, на кордоні з районом Танах-Абанґ Центральної Джакарти.
- Західна Джакарта (індонез. Jakarta Barat) має найвищу концентрацію малих підприємств у Джакарті. Область включає Китайський квартал Джакарти та деякі визначні пам'ятки, що включають Китайський будинок Ланґґам (Langgam) та будівлю Токо Мера (Toko Merah). Західна Джакарта містить частину Старого міста Джакарти[30].
- Округ Тисячі Островів (індонез. Kepulauan Seribu), що раніше входив до складу Північної Джакарти, являє собою розсип з 105 невеликих островів, розташованих у Яванському морі. Він має особливе значення для збереження через його унікальну екосистему. Морський туризм, зокрема дайвінг, водні велосипеди і віндсерфінг, є найважливішою туристичною діяльністю на цій території. Основним транспортом між цими островами є швидкісні човни або невеликі пороми[31].

| Муніципалітет/округ                      | Площа (км²) | Населення (зареєстроване)(2007) | Населення (2007) | Населення (перепис 2010) | Щільність населення (на км²) 2010 |
| ---------------------------------------- | ----------- | ------------------------------- | ---------------- | ------------------------ | --------------------------------- |
| Південна Джакарта (Jakarta Selatan)      | 141,27      | 1 730 680                       | 2 100 930        | 2 057 080                | 14 561                            |
| Східна Джакарта (Jakarta Timur)          | 188,03      | 2 159 785                       | 2 421 419        | 2 687 027                | 14 290                            |
| Центральна Джакарта (Jakarta Pusat)      | 48,13       | 880 286                         | 889 680          | 898 883                  | 18 676                            |
| Західна Джакарта (Jakarta Barat)         | 129,54      | 1 562 837                       | 2 172 878        | 2 278 825                | 17 592                            |
| Північна Джакарта (Jakarta Utara)        | 146,66      | 1 200 958                       | 1 453 106        | 1 645 312                | 11 219                            |
| Округ Тисячі Островів (Kepulauan Seribu) | 8,7         | 19 915                          | 19 980           | 21 071                   | 2 422                             |

## Економіка
Найбільший промисловий центр країни (понад 27 тис. підприємств, у тому числі понад 8 тис. кустарних). Автоскладальна, текстильна, швейна, взуттєва, електронна, харчова, хімічна, фармацевтична, поліграфічна, скляна, паперова, деревообробна, судноремонтна, суднобудівельна, металообробна промисловості. Активно освоюються нові промислові зони (Пуло-Гадунг, Анчол, Пуло-Мас, Чемпака-Путіх, Гандаріа, Плуїт).

## Освіта та медицина
У Джакарті розташовані понад сто академій і вищих навчальних закладів, у тому числі 18 університетів, з яких Університет Індонезії є найбільшим.
Стовія була першою середньою школою в Джакарті, створена в 1851 році. Як у найбільшому місті і столиці, у Джакарті знаходиться велика кількість студентів з різних районів Індонезії, багато з яких проживають у гуртожитках або в орендованих помешканнях. Для базової освіти, є цілий ряд початкових і середніх шкіл, державних, приватних та міжнародних. Дві найбільших міжнародних школи, розташовані в Джакарті, це Міжнародна школа Джакарти і Британська міжнародна школа. Інші міжнародні школи включають Міжнародну корейську школу Джакарти, Джакартську Міжнародну мультикультурну школу, Австралійську Міжнародну Школу, Новозеландську Міжнародну Школу, Міжнародну школу Сингапуру та християнську школу Секола-Пеліта-Гарапан (Sekolah Pelita Harapan).
Також у місті знаходяться 65 лікарень.

## Транспорт
Важливий вузол шосейних доріг та залізниць, повітряного і морського сполучень. Міжнародний аеропорт Сукарно-Хатта в Ченкаренгу. За 13 км на північ знаходиться Танджунгпріок (1877—1883) — основний контейнерний термінал країни. Вивезення чаю, кори хінного дерева, кассави, кави, каучуку, копри, пальмової олії та ін.
Суспільний транспорт представлений в основному автобусами. Із традиційних видів транспорту поширений баджай. До заборони на початку 1970-х рр. були поширені велорикші-бечаки.

## Визначні пам'ятки
- Національний музей (1778)
- Індонезійський музей (1975)
- Історичний музей Джакарти (1974)
- Музей Ваянг (1975)
- Морський музей (1977)
- Музей збройних сил «Сатрія Мандала» (1972)
- Музей «Пурна Бхакті Пертіві» (подарунків президенту, 1993)
- Музей Басукі Абдуллах (2001)
- Національна галерея Індонезії (1999)
- Музей проголошення незалежності (1992)
- Музей національного пробудження (1999)
- Планетарій (1964)
- Зоопарк Рагунан (1864)
- Сафарі (1990)
- Етнографічний парк «Прекрасна Індонезія в мініатюрі» (1975)
- Парк мрій в Анчолі (1966)
- Пам'ятники голландській колоніальній архітектурі (район «Кота»)
- Національний монумент (1976, 132 метри) — зображений на гербі і прапорі міста
- Палац «Мердека» (1816) — офіційна резиденція президента Індонезії
- Стадіон «Сенаян» (1962, 100 тис. місць, побудований за допомогою СРСР)
- Телецентр. Сілабан), національна мечеть Індонезії.

## Міста-побратими
| Місто                        | Країна                          | Дата угоди      |
| ---------------------------- | ------------------------------- | --------------- |
| Берлін                       | Німеччина                       | 1993            |
| Пекін                        | КНР                             | 8 жовтня 1992   |
| Стамбул                      | Туреччина                       |                 |
| Лос-Анджелес                 | США                             |                 |
| Париж                        | Франція                         | (місто-партнер) |
| Манчестер                    | Велика Британія                 |                 |
| Токіо                        | Японія                          |                 |
| Будапешт                     | Угорщина                        |                 |
| Маніла                       | Філіппіни                       |                 |
| Сеул                         | Південна Корея                  |                 |
| Роттердам                    | Нідерланди                      |                 |
| Мумбаї                       | Індія                           |                 |
| Джидда                       | Південно-Африканська Республіка |                 |
| Новий Південний Уельс (штат) | Австралія                       |                 |
| Пхеньян                      | Північна Корея                  |                 |
| Київ                         | Україна                         | 2007            |